# Gare de Puig Redon
La gare de Puig Redon est une ancienne halte ferroviaire française, de la ligne d'Arles-sur-Tech à Prats-de-Mollo, située dans le hameau de Puig Redon, sur le territoire de la commune du Tech, dans le département des Pyrénées-Orientales, en région administrative Occitanie.
Elle est mise en service en 1913 par la Compagnie des chemins de fer des Pyrénées-Orientales (CFPO) et fermée au service des voyageurs en 1937 par la CFPO.

## Situation ferroviaire
Établie à 505 mètres d'altitude, la halte de Puig Redon est située sur la ligne d'Arles-sur-Tech à Prats-de-Mollo, entre les gares de Manyaques et du Tech,.

## Histoire
La halte de Puig Redon est mise en service le 1er août 1913 par la Compagnie des chemins de fer des Pyrénées-Orientales (CFPO), lorsqu'elle ouvre à l'exploitation la ligne d'Arles-sur-Tech à Prats-de-Mollo.
Cette halte est fermée le 1er juin 1937 lors de la fermeture de la ligne par CFPO.